# Розовобрюхий настоящий бюльбюль
Розовобрюхий настоящий бюльбюль (лат. Pycnonotus cafer) — южноазиатская певчая птица семейства бюльбюлевые.

## Описание
Розовобрюхий настоящий бюльбюль длиной 20 см, имеет длинный хвост. Верхняя сторона и грудь окрашены в коричневый или в чёрный цвет. Спина и брюхо светлее и имеют красивый чешуевидный рисунок. Подхвостье окрашено в красный цвет. Голова и маленький хохолок чёрные. Самец и самка похожи друг на друга, молодые птицы менее красочны. Полёт птицы напоминает дятла. Питание состоит из плодов, нектара и насекомых. Выделяют следующие подвиды: P. c. bengalensis, P. c. cafer, P. c. haemorrhousus, P. c. humayuni, P. c. intermedius, P. c. melanchimus, P. c. primerosei, P. c. pusillus, P. c. stanfordi и P. c. wetmorei.

## Распространение
Розовобрюхий настоящий бюльбюль распространён в тропической Азии от Индии и Шри-Ланки через Мьянму до юго-западного Китая, Фиджи и Гавайев. Он живёт в буше, открытых лесах и культурном ландшафте.

## Размножение
Самка откладывает 3, реже 4 коричневато-красных с крапинами яйца, которые высиживает примерно 2 недели.